# Хабариха (река)
Хабари́ха — река в России, течёт по территории Усть-Цилемского района Республики Коми. Устье реки находится в 369 км по правому берегу реки Печора. Длина реки составляет 20 км.

## Данные водного реестра
По данным государственного водного реестра России относится к Двинско-Печорскому бассейновому округу, водохозяйственный участок реки — Печора от водомерного поста Усть-Цильма и до устья, речной подбассейн реки — бассейны притоков Печоры ниже впадения Усы. Речной бассейн реки — Печора.
Код объекта в государственном водном реестре — 03050300212103000080819.